# Chérac
Chérac är en kommun i departementet Charente-Maritime i regionen Nouvelle-Aquitaine i västra Frankrike. Kommunen ligger  i kantonen Burie som ligger i arrondissementet Saintes. År 2022 hade Chérac 1 135 invånare.

## Befolkningsutveckling
Antalet invånare i kommunen Chérac
Referens:INSEE